# 秋葉神社 (台東區)
秋葉神社（あきばじんじゃ）是日本台東區的一個神社。亦是秋葉原(秋葉神社)的地名由來。現址為東京都台東区松が谷三丁目10番7号。

## 由來
源名鎮火社。(即鎮住火焰的意思)1869年（明治2年）附近遭受大火、明治天皇於1870年（明治3年）在現秋葉原車站內（東京都千代田区神田花岡町）請火産霊大神、水波能売神、埴山毘売神三神入座。
江戶時代的江戶街經常發生大火災。在神佛習合的秋葉山(秋葉神社新潟县本社)上以火防（ひぶせ）的觀念者為眾。認為需要進行火防(史料上卻認為誤傳，因為當時社會情勢與秋葉山無直接關係)但是，同時亦有人誤解為這個神社的社主姓為秋葉，將環繞附近的防火用地（空地）名為秋葉的草原（あきばのはら），而原本的秋葉山就是叫做秋葉原。

鎮火社不知不覺成為了秋葉神社，是在1888年（明治21年）日本鉄道為了建造鐵道線（現今東北本線）與上野駅和秋葉原駅作延長接軌、秋葉原捐出土地，並在1930年（昭和5年）改名為秋葉神社，並遷移出千代田區。

## 台東區台東的秋葉神社
台東區台東4-21也有一座秋葉神社。舊有秋田藩（佐竹氏）藩邸、通稱佐竹秋葉神社。

## 關連項目
- 秋葉權現
- 秋葉原
- 秋葉神社
- 秋葉原站
- 秋葉水庫
- 秋葉街道
- 秋葉城